# Dominic Andres
Dominic Andres (ur. 10 czerwca 1972 w Bernie) – szwajcarski curler. Złoty medalista olimpijski i dwukrotny medalista mistrzostw świata; zdobył również medal mistrzostw świata juniorów i mistrzostw Europy.

## Osiągnięcia

### Igrzyska olimpijskie
W 1998 roku w Nagano zdobył złoty medal, razem z Patrickiem Hürlimannem, Patrikiem Lörtscherem, Danielem Müllerem i Diego Perrenem. Andres był najmłodszym członkiem drużyny.

### Mistrzostwa świata
W latach 1994–2010 siedmiokrotnie brał udział w mistrzostwach świata w curlingu, w 1994 i w 1999 jego drużyna zajęła 3. miejsce.

### Mistrzostwa Europy
Trzykrotnie brał udział w mistrzostwach Europy w curlingu, w 1993 jego drużyna zajęła 3. miejsce.